# Булгаков, Виктор Павлович
Ви́ктор Па́влович Булга́ков (род. 3 июля 1958, Арсеньев, Приморский край) — российский биолог, член-корреспондент Российской академии наук.

## Биография
Родился в 1958 году в городе Арсеньеве Приморского края.
Окончил Хабаровский государственный медицинский институт.
По окончании института работал старшим лаборантом на кафедре фармакологии медицинского института, старшим провизором.
С 1982 года был инженером в отделе охраны окружающей среды Арсеньевского авиационного производственного объединения.
С 1986 года стал работать в Биолого-почвенном институте Дальневосточного отделения АН СССР, где прошёл путь от старшего инженера до главного научного сотрудника.
В 1990 году защитил кандидатскую диссертацию.
В 1997 году стал доктором биологических наук и лауреатом премии губернатора Приморского края 1997 года.
В 2000 году стал лауреатом Государственной стипендии для поддержки выдающихся ученых.
В 2006 году был избран членом-корреспондентом РАН по отделению биологических наук.
Профессор кафедры биохимии и биотехнологии Дальневосточного федерального университета.

## Научные достижения
Впервые применил отдельные гены агробактерий для улучшения продукционных характеристик клеточных культур растений и получил ряд высокопродуктивных культур, имеет мировой приоритет в этой области.
Ввёл в практику морской биотехнологии новый метод увеличения пролиферативной активности клеток путём использования генов-активаторов транскрипции. Им получены хозяйственно-важные культуры клеток ценных дальневосточных растений антибактериального, радиопротекторного, антигипоксического и кардиотропного действия.
Организовал в Приморском крае промышленное производство препаратов шиконина на основе культуры клеток Lithospermum erythrorhizon. Препарат используется для лечения тяжелых заболеваний кожи.